# Georgios Balakakis
Georgios Balakakis (griechisch Γεώργιος Βαλακάκης Georgios Valakakis) war ein griechischer Fechter, der an den Olympischen Sommerspielen 1896 und den Olympischen Zwischenspielen 1906, jeweils in Athen, teilnahm.
Bei den Olympischen Spielen 1896 wurde er im Florettfechten nach einer 1:3-Niederlage gegen Konstantinos Komninos-Miliotis, einer 1:3-Niederlage gegen Athanasios Vouros und einer 1:3-Niederlage gegen Eugène-Henri Gravelotte Letzter in seiner Vorrunde und im Gesamtklassement Siebter.
Bei den Zwischenspielen 1906 wurde er im Degenfechten für Mannschaften mit drei anderen Fechtern Vierter, nachdem sie im Halbfinale gegen das französische Team 9:11 verloren hatten.

## Weblink
- Georgios Balakakis in der Datenbank von Olympedia.org (englisch)

| Personendaten    | Personendaten                        |
| ---------------- | ------------------------------------ |
| NAME             | Balakakis, Georgios                  |
| ALTERNATIVNAMEN  | Valakakis, Georgios                  |
| KURZBESCHREIBUNG | griechischer Fechter                 |
| GEBURTSDATUM     | 19. Jahrhundert                      |
| STERBEDATUM      | 19. Jahrhundert oder 20. Jahrhundert |